# Molophilus mjobergi
Molophilus mjobergi là một loài ruồi trong họ Limoniidae. Chúng phân bố ở miền Australasia.